# فرانك برينان (محامي)
فرانك برينان (بالإنجليزية: Frank Brennan)‏ هو محامي أسترالي، ولد في 6 مارس 1954.

## وصلات خارجية
- فرانك برينان على موقع ميوزك برينز (الإنجليزية)